# Euphyia poliata
Euphyia poliata är en fjärilsart som beskrevs av Karl Schawerda 1913. Euphyia poliata ingår i släktet Euphyia och familjen mätare. Inga underarter finns listade i Catalogue of Life.